# Benjamin Abbot
Benjamin Abbot (Estados Unidos, 17 de setembro de 1762 — Estados Unidos, 25 de outubro de 1849) foi um professor norte-americano.